# Звьоздний (Кемеровський округ)
Звьо́здний (рос. Звёздный) — селище у складі Кемеровського округу Кемеровської області, Росія.

## Населення
Населення — 1385 осіб (2010; 1238 у 2002).
Національний склад (станом на 2002 рік):
- росіяни — 96 %